# 山梨県道305号竹居御坂線
山梨県道305号竹居御坂線（やまなしけんどう305ごう たけいみさかせん）は、山梨県笛吹市を起点・終点とする一般県道である。

## 概要

### 路線データ
- 起点：山梨県笛吹市八代町竹居（山梨県道36号笛吹市川三郷線交点）
- 終点：山梨県笛吹市御坂町栗合（栗合交差点＝山梨県道34号白井甲州線交点、山梨県道311号栗合成田線始点）

## 通過する自治体
- 山梨県笛吹市

## 交差・接続する道路
- 山梨県道36号笛吹市川三郷線（笛吹市八代町竹居・信号無交差点）
- 山梨県道34号白井甲州線（笛吹市御坂町栗合・栗合交差点）
- 山梨県道311号栗合成田線（同上）

## 周辺
- 笛吹市立御坂中学校